# Queralt Casas i Carreras
Queralt Casas Carreras (Bescanó, el Gironès, 18 de novembre de 1992) és una jugadora de bàsquet catalana.

## Carrera esportiva
Formada al CE Pompeu Fabra de Salt, al GEiEG i al Segle XXI, juga en la posició d'escorta. Amb aquest darrer equip, debutà a la Lliga Femenina 2 la temporada 2008-09 i dos anys més tard a la Divisió d'Honor espanyola amb el Mann Filter Zaragoza. Posteriorment, ha jugat al Rivas Ecópolis, guanyant una Copa de la Reina (2013) i una Lliga espanyola (2013-14), Galatasaray SK, guanyant un títol de Lliga (2014-15), Nantes Rezé Basket, Basket Landes i des del setembre de 2019 al València Basket, amb el qual ha aconseguint una Eurocopa femenina (2021), una Supercopa d'Espanya (2022) i una Lliga femenina (2023). El novembre del 2022 va esdevenir la jugadora amb més partits en la història del club taronja, a banda de ser-ne la capitana i una de les jugadores més importants.
Internacional amb la selecció espanyola en cinquanta-nou ocasions, ha sigut campiona d'Europa sub-16 (2008), sub-18 (2009) i sub-20 (2011, 2012). En categoria absoluta, ha aconseguit dos campionats d'Europa de bàsquet el 2013 i 2019 i una medalla de bronze al Campionats del Món de 2018.
Entre d'altres reconeixements, fou escollida com la segona millor jugadora jove d'Europa el 2011 i tercera el 2012. També va ser designada una dels vint primers banderers de la candidatura de Madrid per organitzar els Jocs Olímpics de 2020.

## Palmarès
Clubs
- 1 Eurocopa femenina de basquetbol: 2020-21
- 2 Lligues espanyoles de bàsquet femenina: 2013-14, 2022-23
- 1 Copa espanyola de bàsquet femenina: 2012-13
- 1 Lliga turca de bàsquet femenina: 2014-15
- 1 Supercopa espanyola de bàsquet femenina: 2021-22

Selecció espanyola
- 1 medalla de bronze al Campionat del Món de bàsquet femení: 2018
- 2 medalles d'or al Campionat d'Europa de bàsquet femení: 2013, 2019